# K-10S
Il Mikoyan K-10S (Articolo 352), o AS-2 Kipper nella designazione NATO, era un missile aria-superficie studiato dai sovietici per l'attacco contro unità navali di superficie, entrato in servizio nel 1961.
Piuttosto grande e con dimensioni paragonabili a quelle di un piccolo aereo, aveva un peso al lancio di 4.200 kg, ed un'autonomia compresa tra i 260 ed i 350 km. La propulsione era assicurata da un turbogetto Ljul'ka AL-5RD-9FK, in grado di spingerlo fino a 1.400 km/h.
Usualmente era trasportato dai Tu-16K-10-26 Badger C in un unico esemplare, a causa della sua massa e forma, eccessiva per andare sotto le ali degli aerei.
Il sistema di guida, in pratica, era una combinazione tra un sistema inerziale (fase di volo iniziale) e radar attiva (fase finale): in dettaglio, vi era un autopilota preprogrammato per le fasi di lancio e salita, autopilota con correzioni per la fase di volo e radar attiva in quella terminale di discesa sul bersaglio. La precisione era variabile in relazione al bersaglio: 150 piedi contro obiettivi navali o 1-2 miglia contro quelli terrestri.
Le uniche difese contro questo sistema d'arma erano i caccia imbarcati sulle portaerei oppure di stanza sugli aeroporti costieri, visto che la sua autonomia era tale da mantenere, in linea teorica, gli aerei vettori fuori dalla portata dei missili terra-aria dell'epoca.
Il Kipper era paragonabile per struttura al contemporaneo missile AGM-28 Hound Dog americano. Venne ritirato dal servizio alla fine degli anni sessanta, sostituito dai più perfezionati AS-4 Kitchen ed AS-6 Kingfish. Non venne mai esportato.